# Privatna škola Futura
Privatna škola Futura privatna je srednja škola u Zagrebu, na adresi Divka Budaka 1D.

## Povijest
Osnovana je 2003. godine u Zagrebu pod nazivom Privatna ekonomsko-informatička škola s pravom javnosti. U školskoj godini 2011./2012. škola mijenja naziv u Privatna ekonomsko-informatička škola Futura s pravom Futura te se zbog potrebe većeg prostora seli na trenutnu adresu.
Na početku rada škola je obrazovala učenike za zanimanje ekonomista. U siječnju 2010. Ministarstvo znanosti, obrazovanja i športa odobrilo je program za izobrazbu tehničara za računalstvo. U školskoj godini 2012./2013. upisala je i prvu generaciju u program prirodoslovno-matematičke gimnazije. U školskoj godini 2017./2018. škola je omogućila i program opće gimnazije.
Od 2022. godine škola službeno mijenja naziv u današnji. 

## Programi
Škola nudi obrazovne programe u trajanju od četiri godine:
- ekonomist
- tehničar za računalstvo

Za sve učenike koje zanima programiranje organizirana je programerska grupa. S radom je počela školske godine 2010./2011.

## Ravnatelji
Od 2003. do 2018. godine kao ravnateljica škole djelovala je Ana Pinjušić. Od školske godine 2018./2019. školu vodi ravnateljica Sofija Pinjušić Ćurić.

## Vanjske poveznice
- Službena mrežna stranica